# اختبار آيير-توبي
يستخدم اختبار آيير-توبي لمعرفة خثار الجيوب الوحشية عبر مراقبة ضغط السائل الدماغي الشوكي أثناء البزل القطني. لا تحصلُ زيادةٌ في ضغط السائل الدماغي الشوكي أثناء ضغط الوريد الوداجي الباطن على الجانب المصاب، وتحدثُ استجابةٌ كبيرةٌ على الجانب غير المُصاب، مما يُوحي بحصول خثارٍ في الجيوب الوحشية.